# منتخب السنغال لكرة اليد للسيدات
منتخب السنغال لكرة اليد للسيدات هو الممثل الرسمي لدولة السنغال في رياضة كرة اليد. شارك في بطولة أفريقيا لكرة اليد للسيدات 9 مرات وكانت المشاركة الأولى في سنة 1974، كان أفضل مركز له فيها هو الثاني.